# Internet en Afrique du Sud
Internet en Afrique du Sud est utilisé en 2013 par environ 49 % de la population.

## Statistiques
| Année | 2000 | 2001 | 2002 | 2003 | 2004 | 2005 | 2006 | 2007 | 2008 | 2009  | 2010  | 2011  | 2012  | 2013  | 2014  | 2015  | 2016  |
| %     | 5,35 | 6,35 | 6,71 | 7,01 | 8,43 | 7,49 | 7,61 | 8,07 | 8,43 | 10,00 | 24,00 | 33,97 | 41,00 | 46,50 | 49,00 | 51,92 | 54,00 |

## Histoire
La première adresse IP a été attribuée à l'Université Rhodes en 1988. Le 12 novembre 1991, la première connexion est établie entre le centre informatique de Rhodes et l'ordinateur de Randy Bush, à Portland dans l'Oregon (États-Unis). En novembre 1991, les universités sud-africaines sont reliées à Internet via UNINET. C'est en juin 1992 que les premières offres commerciales apparaissent, et l'enregistrement du premier nom de domaine en « .co.za ». L'ANC est un des premiers partis politiques à lancer un site web, en 1997.
En 2017, le gouvernement adopte le plan Internet for All qui vise à augmenter le taux de connexion de la population, alors que les coûts sont généralement jugés trop élevés.

## Infrastructure

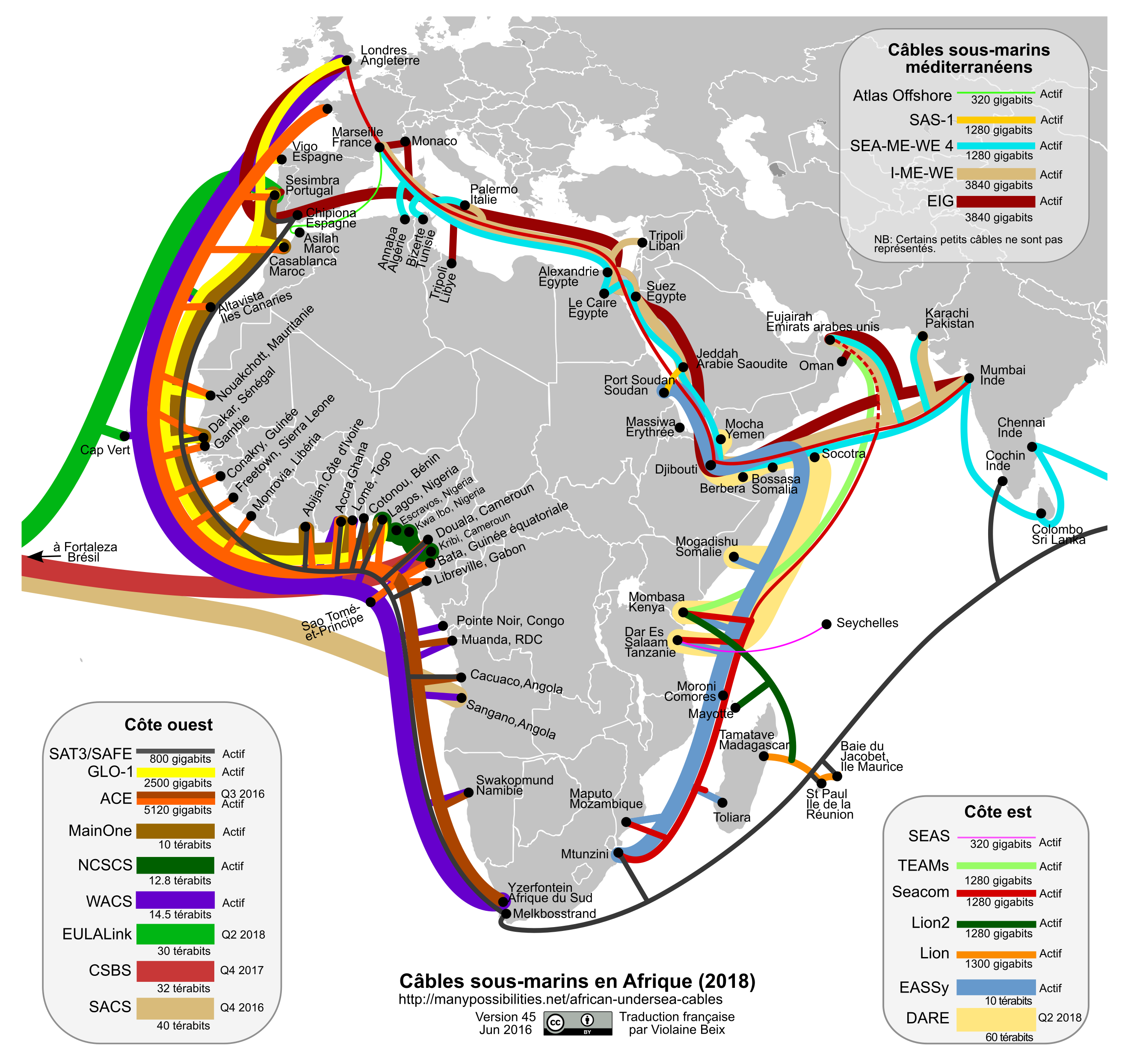
Carte des câbles sous-marins desservant l'Afrique. La taille est proportionnelle au débit.

En 2013, l'Afrique du Sud est reliée au reste du réseau Internet par 5 câbles sous-marins : SAT-2, SAT-3/WASC, Secom, EASSy, et WACS.

## Fournisseurs d'accès
En 2010, le marché de la téléphonie mobile se répartissait entre Vodacom à 43%, MTN à 34%, Cell C à 10%, Virgin Mobile à 10%, les autres opérateurs se partageant les 3% restants. À fin 2016, Vodacom contrôlait 42,1% du marché, contre 34,9 pour MTN, 17,3 pour Cell C, 4,5% pour Telkom, le reste (1,1%) étant principalement des MVNO.